# Superkupa Shqiptar 2000
La Superkupa Shqiptar 2000 è stata la settima edizione della supercoppa albanese.
La partita fu disputata dal Tirana, vincitore del campionato, e dal Teuta Durrës, vincitore della coppa.
Questa edizione si giocò allo Qemal Stafa Stadium di Tirana e vinse il Tirana 1-0 con un gol nel secondo tempo.
Per la squadra di Tirana è il secondo titolo dopo quello conquistato nel 1994.

## Tabellino
| Arbitro: | Bujar Pregja |

|             |           |  |
| Fortuzi 54’ | Marcatori |  |